# Arthur Vichot
Arthur Vichot (Colombier-Fontaine, 26 novembre 1988) è un ex ciclista su strada francese, professionista dal 2010 al 2020, è stato due volte campione nazionale in linea.

## Carriera
Passato professionista nel 2010 con la Française des Jeux di Marc Madiot, nel 2012 vince la quinta tappa del Critérium du Dauphiné, valido per il calendario World Tour. Nel 2013 vince il Tour du Haut-Var, si laurea campione francese nella prova in linea e coglie il secondo posto al Grand Prix Cycliste de Québec; nel 2014 conquista quindi la tappa conclusiva della Parigi-Nizza e chiude terzo al Grand Prix de Ouest-France.
Dopo un 2015 senza successi, nel 2016 bissa il titolo nazionale in linea imponendosi in una volata a tre, mentre nel 2017 si aggiudica il Grand Prix Cycliste La Marseillaise, gara di apertura del calendario nazionale, e il secondo Tour du Haut-Var consecutivo (terzo totale).

## Palmarès
- 2010 (FDJ, una vittoria)

2ª tappa Paris-Corrèze
- 2011 (FDJ, due vittorie)

Classic Sud Ardèche
Tour du Doubs
- 2012 (FDJ, una vittoria)

5ª tappa Critérium du Dauphiné (Saint-Trivier-sur-Moignans > Rumilly)
- 2013 (FDJ, due vittorie)

Classifica generale Tour du Haut-Var
Campionati francesi, Prova in linea
- 2014 (FDJ, una vittoria)

8ª tappa Parigi-Nizza
- 2016 (FDJ, tre vittorie)

Campionati francesi, Prova in linea
2ª tappa Tour du Haut-Var (Draguignan > Draguignan)
Classifica generale Tour du Haut-Var
- 2017 (FDJ, due vittorie)

Grand Prix Cycliste La Marseillaise
Classifica generale Tour du Haut-Var
Tour de l'Ain

### Altri successi
- 2016 (FDJ)

Classifica a punti Tour du Haut-Var
- 2017 (FDJ)

Classifica a punti Tour du Haut-Var

## Piazzamenti

### Grandi Giri
- Tour de France

2011: 104º
2012: 94º
2013: 66º
2014: ritirato (13ª tappa)
2016: 78º
2017: ritirato (13ª tappa)
2018: 41º

### Classiche monumento
- Milano-Sanremo

2012: 86º
2013: 41º
2014: ritirato
2016: 18º
- Liegi-Bastogne-Liegi

2012: 21º
2013: 40º
2015: ritirato
2016: ritirato
2017: 86º
- Giro di Lombardia

2013: ritirato

### Competizioni mondiali
- Campionati del mondo

Limburgo 2012 - In linea Elite: ritirato
Toscana 2013 - In linea Elite: 18º